# Campionato oceaniano maschile di pallacanestro 1999
Il 15º campionato oceaniano maschile di pallacanestro FIBA (noto anche come FIBA Oceania Championship 1999) si è svolto il 2 ottobre 1999 in Nuova Zelanda.
I campionati oceaniani maschili di pallacanestro sono una manifestazione biennale tra le squadre nazionali del continente, organizzata dalla FIBA Oceania. Storicamente questo torneo è disputato dalle sole nazionali dell'Australia e della Nuova Zelanda. In questo occasione, dato che il torneo qualificava alle Olimpiadi di Sydney 2000, l'Australia non vi prese parte.

## Squadre partecipanti
- Guam
- Nuova Zelanda

## Gare
| Data      | Squadra       | Punteggio | Squadra |
| 2 ottobre | Nuova Zelanda | 125 - 43  | Guam    |

## Campione
Nuova Zelanda
(1º titolo)